# Pauk (lớp tàu corvette)
Tàu lớp Pauk là tên gọi của NATO cho một loại tàu hộ tống nhỏ được xây dựng cho Hải quân Liên Xô và được giao bán vào giữa những năm 1977 và 1989. Bản thiết kế của Nga là Dự án 1241.2 Molniya-2. Những chiếc tàu này được thiết kế để kiểm soát bờ biển và chống tàu ngầm. Thiết kế này là bản tuần tra của tàu tàu hộ tống lớp Tarantul được thiết kế ở Dự án 1241.1 của Nga, nhưng dài hơn một ít và dùng động cơ diesel. Những chiếc tàu này phù hợp để dùng các thiết bị phát hiện tàu ngầm cũng được sử dụng trong trực thăng của Liên Xô.

## Những chiếc tàu

### Hải quân Liên Xô
45 chiếc tàu đã được sản xuất cho Liên Xô, hiện vẫn còn 18 chiếc đang sử dụng (bao gồm những chiếc được sử dụng bởi đội tuần tra bờ biển). 4 chiếc được sử dụng bởi Hải quân Ukraine hoặc Đội tuần tra bờ biển Ukraine.

### Xuất khẩu

#### Hải quân Bulgaria
2 chiếc được chuyển giao vào những năm 1989/90 - Bodri (lanh lợi) và Reshitelni (quyết đoán).

#### Hải quân Cuba
1 chiếc đang được sử dụng.

#### Hải quân Ấn Độ
4 chiếc được chuyển giao vào cuối những năm 1980 và được biết đến là tàu Abhay. Từng có kế hoạch xây thêm những loại tàu này ở Ấn Độ những kế hoạch này đã bị huỷ bỏ.

#### Hải quân Việt Nam
1 chiếc đang được sử dụng; không đáp ứng được yêu cầu của Hải quân Nhân dân Việt Nam nên kế hoạch hủy bỏ không đóng thêm tàu

#### Hải quân Ukraine
2 chiếc đã được chuyển giao, chiếc U207 Uzghorod (hiện đã dừng sử dụng) và chiếc U208 Khmelnytskyi (đang sử dụng).

## Hình ảnh

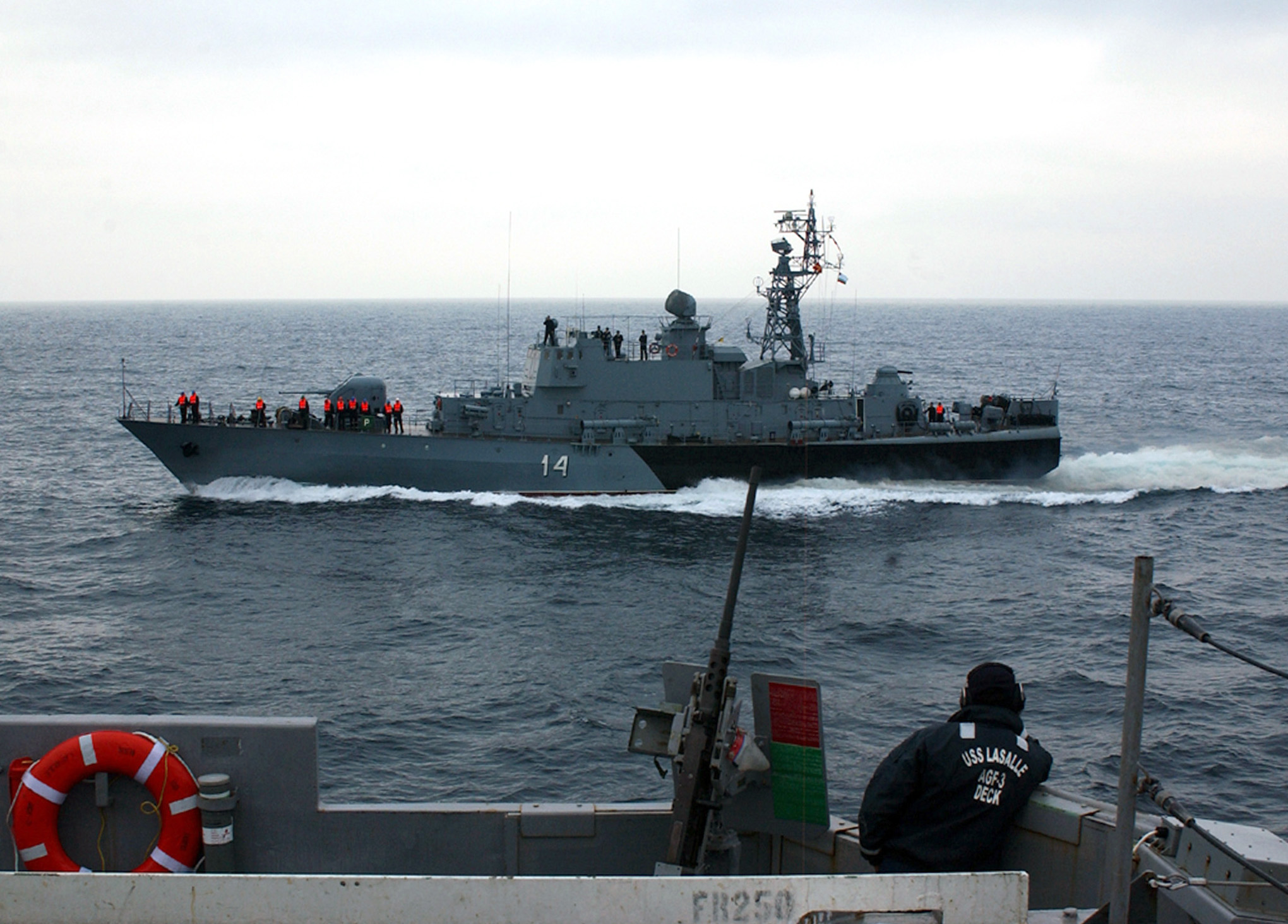
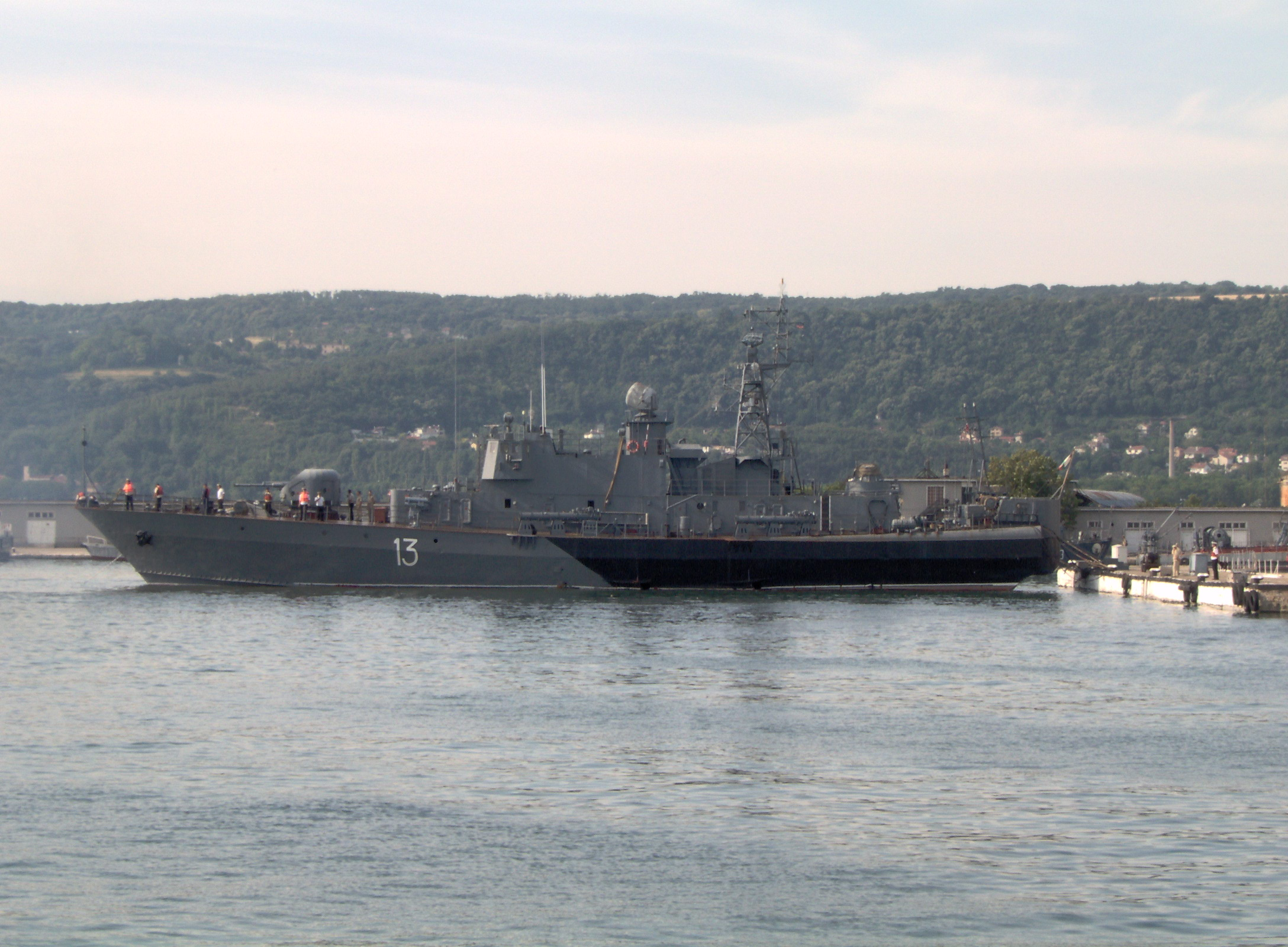